# Azerbejdżan pod panowaniem rosyjskim
Północna część etnicznego Azerbejdżanu znalazła się pod panowaniem rosyjskim po dwóch wygranych przez Rosję wojnach z Persją: w latach 1804–1813 oraz 1826–1828, na mocy traktatów pokojowych w Giulistanie i Turkmanczaju. Do 1840 obszar Azerbejdżanu pozostawał pod rosyjską administracją wojskową. Następnie został przyłączony do namiestnictwa Kaukazu. Pierwszy namiestnik Kaukazu, hr. Michaił Woroncow, prowadził wobec Azerów politykę częściowej autonomii, zrównując w prawach szlachtę rosyjską i azerską. Po zakończeniu wojny Rosji z góralami kaukaskimi polityka ta została zastąpiona przez prowadzoną na ograniczoną skalę rusyfikację.
Znaczenie gospodarcze Azerbejdżanu wzrosło po 1872 razem z rozpoczęciem wydobycia ropy naftowej na skalę przemysłową w rejonie Baku. Do Azerbejdżanu napływali zagraniczni inwestorzy, jak również tysiące robotników, którzy podejmowali następnie nisko płatną pracę w miejscowych zakładach. Boom naftowy w Baku trwał do końca XIX w. Jego załamanie się wpłynęło na wzrost niepokojów społecznych i wybuch kolejnych strajków. Rozwojowi ruchu robotniczego towarzyszyło narastanie antagonizmów między społecznościami azerską (muzułmańską) i ormiańską.
Rewolucja 1905 roku i towarzyszące jej starcia ormiańsko-azerskie były decydującym momentem dla kształtowania się azerskiej tożsamości narodowej. Kierowany przez inteligencję ruch azerski, w którym wiodącą rolę odgrywała partia Musawat, brał udział w utworzeniu w 1918 Sejmu Zakaukaskiego, a następnie w utworzeniu Zakaukaskiej Demokratycznej Republiki Federacyjnej.

## Wcielenie ziem azerskich do Imperium Rosyjskiego

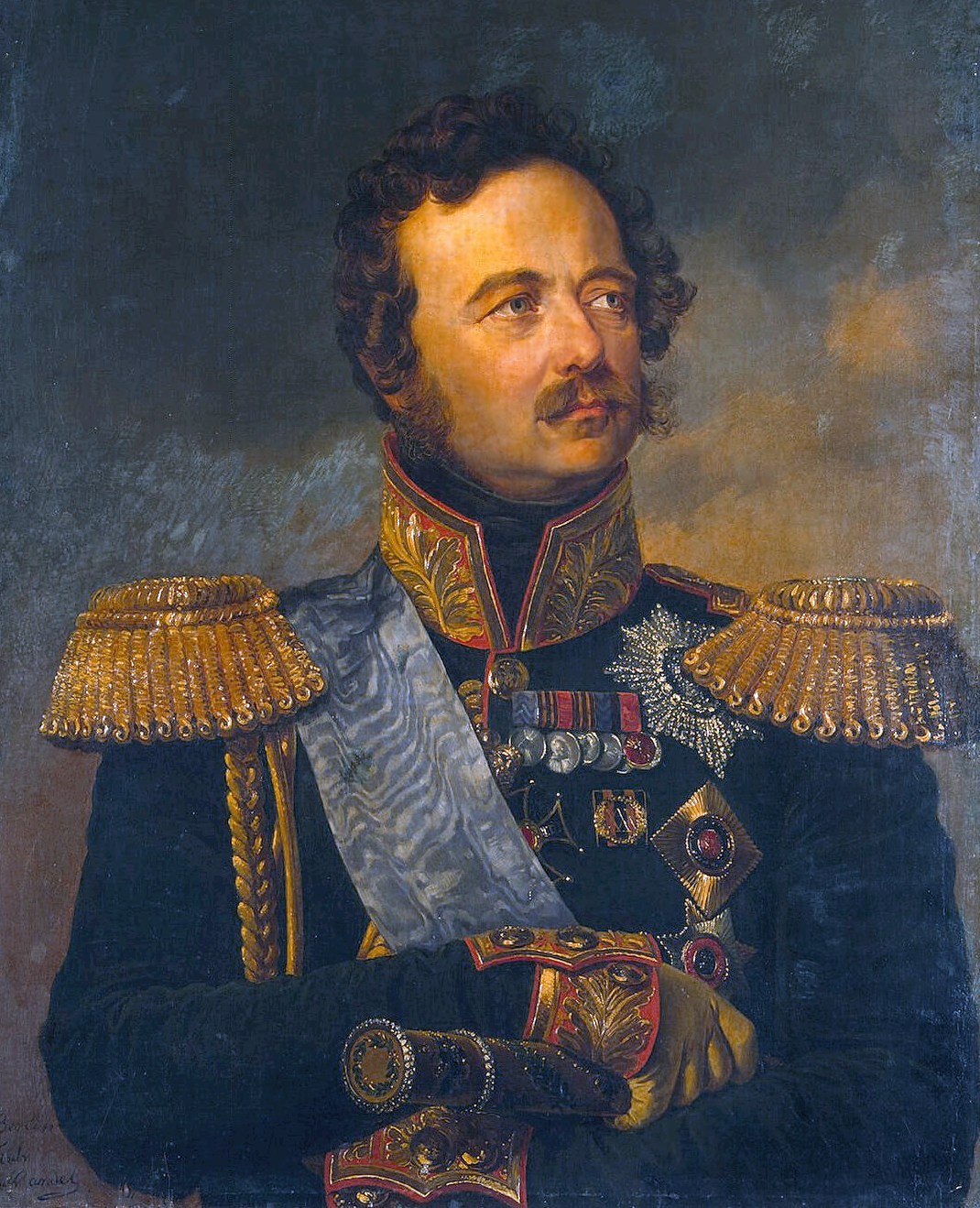
Iwan Paskiewicz dowodził wojskami rosyjskimi w wojnach z Persją w I poł. XIX w., które zakończyły się zdobyciem przez Rosję północnego Azerbejdżanu

W 1783, na mocy traktatu gieorgijewskiego, Imperium Rosyjskie uzyskało protektorat nad zagrożonym najazdami perskimi i tureckimi Królestwem Kartlii i Kachetii (Gruzji wschodniej). Aby uniemożliwić Rosji dalszą ekspansję na Kaukazie, Persja Kadżarów wypowiedziała jej wojnę. Zakończyła się ona klęską Persji. Konflikt zakończył traktat w Giulistanie, na mocy którego Imperium Rosyjskie anektowało chanaty karabaski, kubański, gandżyjski, szekijski, szyrwański, derbencki, tałyski i bakijski w Azerbejdżanie Północnym. Kolejne zdobycze terytorialne Rosjanie uzyskali w nowej wojnie z Persją, którą wszczął przeciwko nim Fath Ali Szah w 1826. Dzięki zwycięstwom wojsk rosyjskich pod komendą Iwana Paskiewicza Rosja zmusiła Persję do trwałego zrzeczenia się ziem azerskich na północ od Araksu. Tak ustalony podział ziem zamieszkanych przez ludność azerską przetrwał do dziś (2013): był podstawą granicy radziecko-irańskiej, a następnie azersko-irańskiej.

## Azerbejdżan rosyjski (Zakaukazie Wschodnie) do końca wojny kaukaskiej

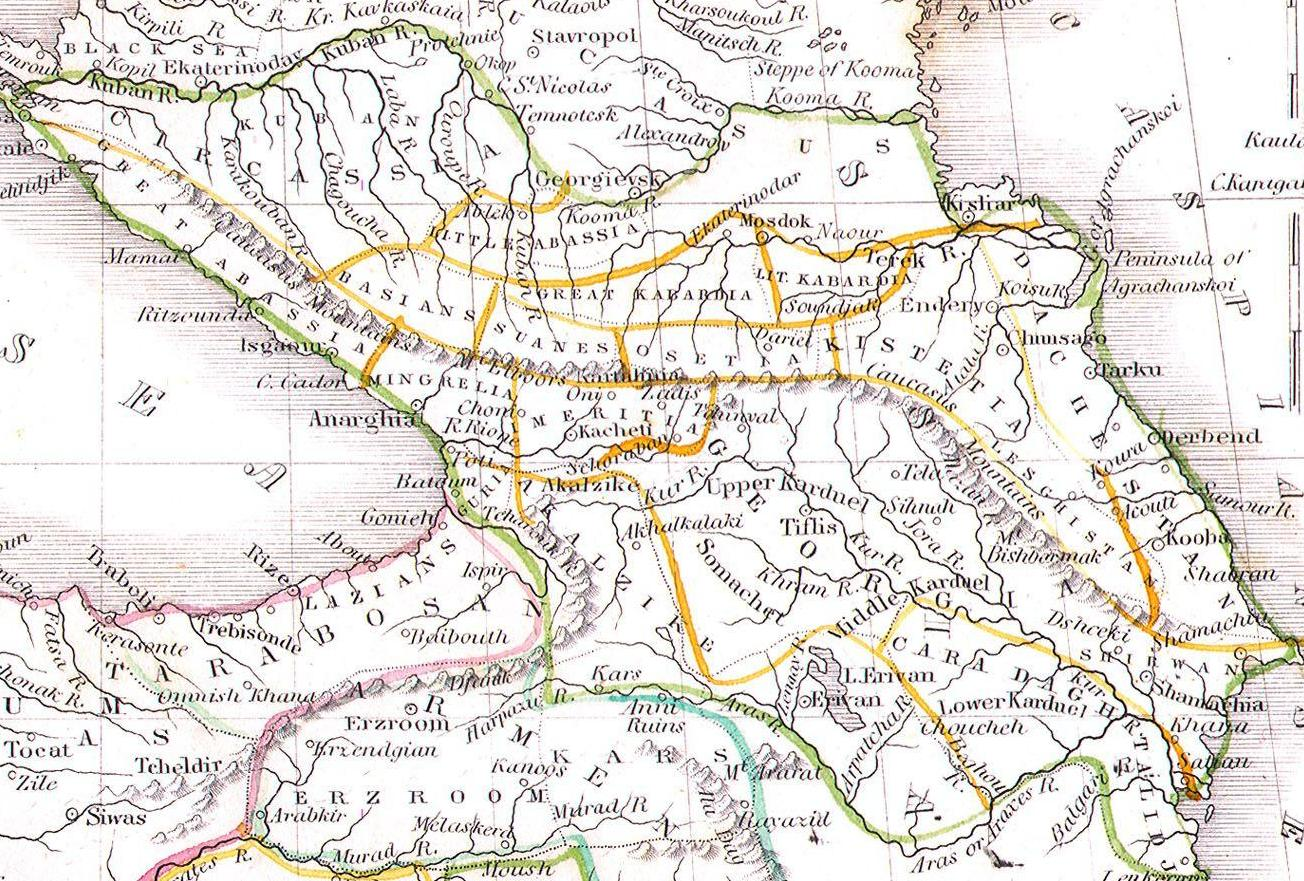
Mapa Kaukazu z 1835

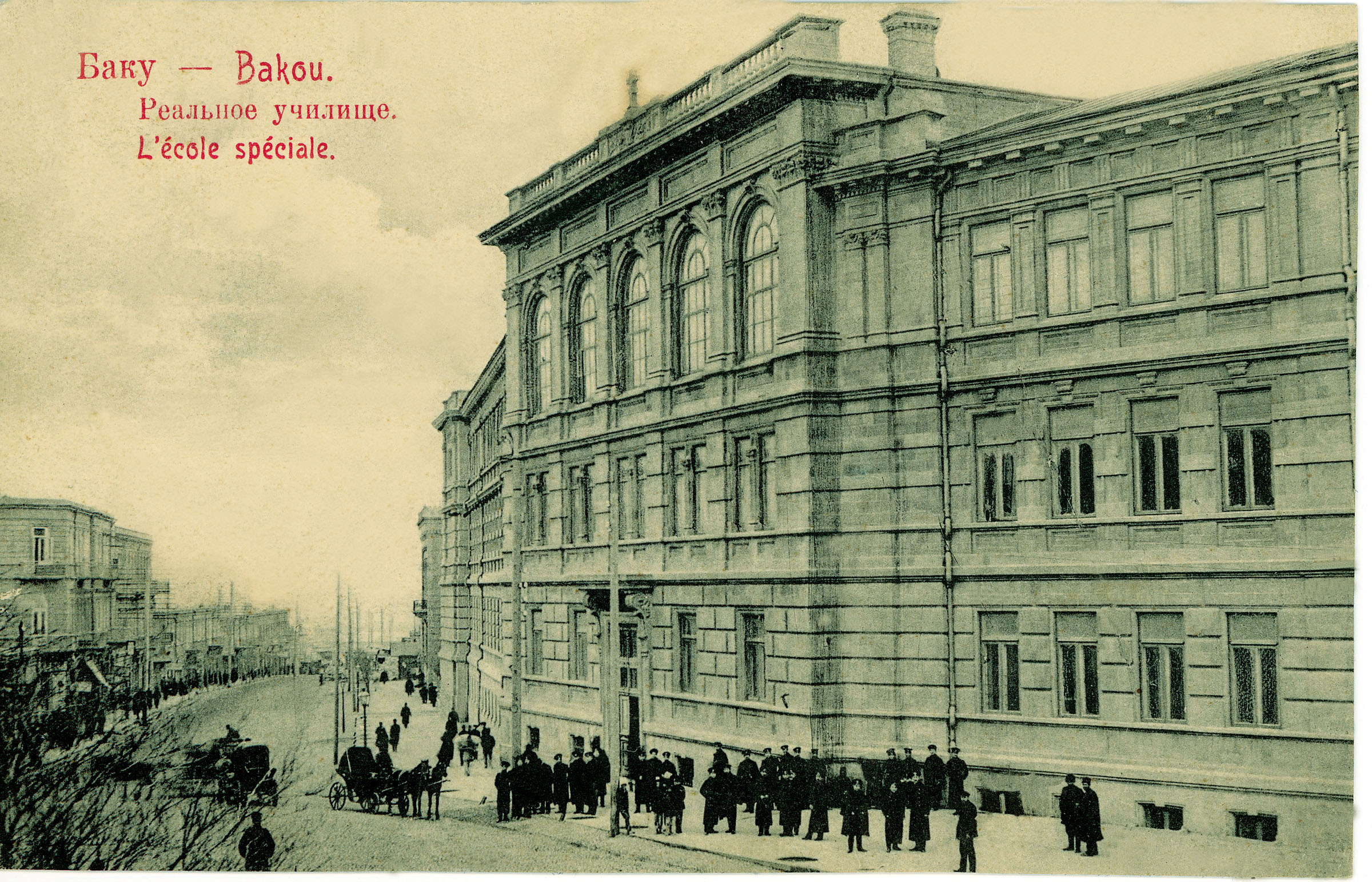
Szkoła realna w Baku

Zdobyte przez Rosję chanaty zostały zlikwidowane, a majątki ich władców przeszły do skarbu państwa. W miejsce chanatów utworzono zarządzane przez oficerów rosyjskich okręgi lub prowincje (na wzór rozwiązań przyjętych w algierskiej kolonii Francji), zezwalając przedstawicielom ludności miejscowej na pracę w administracji na niższych stanowiskach. Zdobyte przez Rosję ziemie azerskie były zniszczone minionymi wojnami, liczba ludności poważnie spadła; straty dotyczyły zarówno wsi, jak i miast. Pod panowaniem rosyjskim nastąpił jednak szybki rozwój gospodarczy ziem azerskich. Mimo utrzymywania się prymitywnych technik uprawy roli, areał ziemi uprawnej zwiększył się na tyle, że wytworzone produkty wystarczały na utrzymanie miejscowej ludności i rosyjskich garnizonów, jak również na jej sprzedaż do Persji. Rozwinęła się także hodowla i rzemiosło, znaczącą pozycję zachowało jedwabnictwo. Na korzystny rozwój gospodarki wpływ miała likwidacja granic chanatów i związanych z nimi barier celnych, jak również zakończenie prywatnych wojen, bandytyzmu i powstrzymanie samowoli miejscowej starszyzny oraz samych chanów. W przypadku funkcjonującego w miastach rzemiosła istotne znaczenie miały nowe możliwości sprzedaży produktów w Rosji. W rosyjskim Azerbejdżanie funkcjonowało już, prowadzone prymitywnymi środkami, wydobycie ropy naftowej ze studni, należących do cara i dzierżawionych zamożnym kupcom. Dzięki rozwojowi stosunków handlowych ziem azerskich z Imperium Rosyjskim oraz z Persją rozwinął się port w Baku. W mieście tym oraz w Derbencie zaczęły powstawać kantory kupców rosyjskich. Nadal funkcjonował szlak handlowy z Indii i Persji przez azerskie miasta (Baku, Szemacha, Jelizawetpol, Szusza) do Europy. Handlem na terenie Azerbejdżanu zajmowali się przede wszystkim miejscowi Ormianie.
Urzędnicy carscy nie mieli jednolitej wizji rządów na zdobytym w I poł. XIX w. Kaukazie Południowym (oprócz Azerbejdżanu do Imperium Rosyjskiego przyłączone zostały także Armenia i Gruzja). Część z nich opowiadała się za bliską integracją zajętych ziem z Rosją, w tym za asymilacją kulturową. Druga grupa sądziła, że ochronie interesów rosyjskich sprzyjała będzie polityka zachowania miejscowych tradycji i stosunków społecznych, aż do zachowania częściowej autonomii anektowanych regionów.
W 1840 na rosyjskim Zakaukaziu przeprowadzono reformę administracyjną. W miejsce wojskowych komendantur, skompromitowanych przez grabieże i korupcję oficerów, utworzono gubernie kaspijską z siedzibą w Szemasze oraz gruzińsko-imeretyńską z centrum w Tyflisie. W toku wdrażania reformy ze stanowisk administracyjnych usunięto Azerów, zastępując ich napływowymi urzędnikami rosyjskimi. Również sądownictwo przeszło pod pełną kontrolę władz rosyjskich, z wyjątkiem spraw rodzinnych ludności muzułmańskiej, którymi nadal zajmowali się sędziowie duchowni. W 1844 utworzone zostało namiestnictwo zakaukaskie. Namiestnik był zwierzchnikiem całej miejscowej administracji, zarówno cywilnej, jak i wojskowej. Jako pierwszy urząd ten objął Michaił Woroncow, zwolennik polityki autonomizacji. Z jego inicjatywy bejowie azerscy zostali zrównani w prawach z rosyjską szlachtą. Woroncow powoływał również feudałów azerskich na stanowiska państwowe, nadawał im majątki ziemskie i odznaczenia. Wprowadził również akty prawne regulujące położenie azerskiego chłopstwa, korzystnych dla miejscowych właścicieli ziemskich. Polityka namiestnika sprawiła, że feudałowie azerscy z czasem stali się w pełni lojalni wobec caratu.
Mieszkańcy Azerbejdżanu jedynie w ograniczonym stopniu poparli powstanie Szamila, co wynikało głównie z różnicy wyznania między sunnickimi góralami z Kaukazu Północnego i szyitami, stanowiącymi większość w Azerbejdżanie. Oddziały górali kaukaskich dokonywały także najazdów na ziemie azerskie, by zdobyć żywność, konie, bydło i ruchomości, przez co poparcie dla antyrosyjskich walk Szamila jeszcze spadało. Na północnych ziemiach Azerbejdżanu, przede wszystkim w dżaamatach (gminach) Dżaro-Bałakeńskich na pograniczu azersko-gruzińsko-dagestańskim, na początku lat 30. XIX w. dochodziło do wystąpień antyrosyjskich jedynie luźno związanych z działalnością Szamila. Zostały one stłumione przez wojska rosyjskie pod dowództwem Iwana Paskiewicza. Z kolei w prowincji kubińskiej w 1837 doszło do powstania chłopskiego, u którego źródeł leżało złe traktowanie chłopstwa przez miejscowych feudałów. Powstanie trwało kilka miesięcy i w 1838 również zostało stłumione. W 1838 wybuchły ludowe wystąpienia w prowincji szekińskiej, pod wodzą przybyłego z Iranu Meszadiego Mameda. Wystąpienie to zostało stłumione po miesiącu walk, we wrześniu 1838. W 1855 oddziały górali kaukaskich wkroczyły do Azerbejdżanu północno-wschodniego, spotykając się z wrogim przyjęciem miejscowej ludności.
W pierwszych dekadach po przyłączeniu północnego Azerbejdżanu do Rosji na jego terenie zaszły poważne zmiany demograficzne. Tylko w latach 1828–1830 na ziemie azerskie napłynęło ponad 120 tys. ormiańskich emigrantów z Turcji i Persji. W latach 1832–1858 liczba mężczyzn żyjących w regionie (spisu kobiet nie prowadzono) wzrosła o 55%.
Włączenie Azerbejdżanu północnego w granice Rosji stało się przyczyną znaczących przemian kulturalnych w regionie. Rosyjska administracja utworzyła w regionie pierwsze szkoły nieislamskie. W Azerbejdżanie nie powstały gimnazja, a jedynie niższe szkoły, w których nauczano języków azerskiego i rosyjskiego, geografii oraz podstaw wiedzy o islamie. Chociaż szkoły te miały przede wszystkim kształcić przyszłych azerskich urzędników i odgrywać rolę centrów rusyfikacyjnych, ich uczniowie w toku kształcenia mieli okazję poznania podstaw kultury zachodnioeuropejskiej i wielokrotnie stawali się działaczami azerskiego ruchu narodowego. Od 1843 w Azerbejdżanie powstawały także szkoły zawodowe. W dalszym ciągu najliczniejszą grupę szkół stanowiły placówki islamskie, w których uczniowie oprócz wiedzy religijnej mogli uczyć się podstaw języka perskiego lub arabskiego. Szkoły utworzone przez Rosjan pozwoliły na ukształtowanie się nowej warstwy azerskiej inteligencji. Do I poł. XIX w. ludzie wykształceni w Azerbejdżanie posiadali wiedzę opartą na kanonie muzułmańskiej kultury perskiej. Rosyjskie szkolnictwo doprowadziło do zetknięcia się kształcącej się młodzieży z kulturą europejską. Część nowych inteligentów z entuzjazmem przejmowała jej wzorce, odrzucając wszystkie lokalne tradycje, inni starali się łączyć tradycję islamską z kulturą europejską. Najważniejszym ośrodkiem inteligencji azerskiej był Tyflis. Baku, Szemacha i Szusza odgrywały w procesie formowania się nowoczesnej kultury azerskiej rolę drugorzędną. Proces ten był zresztą utrudniony przez fakt rozdzielenia ziem zamieszkiwanych przez Azerów pomiędzy Rosję i Persję.

## Azerbejdżan rosyjski w latach 1859–1905

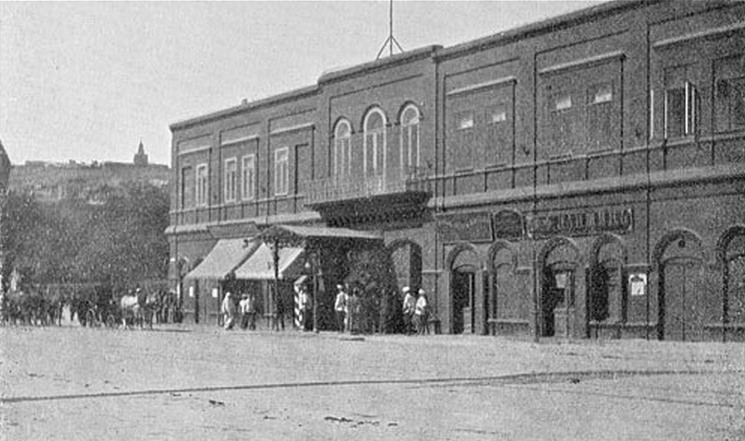
Rezydencja gubernatora w Baku

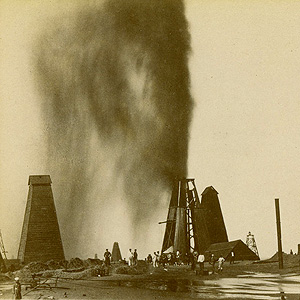
Eksploatacja ropy naftowej w Baku

Po zwycięstwie Rosjan w wojnie kaukaskiej i podporządkowaniu Kaukazu Północnego polityka utrzymywania względnej niezależności Zakaukazia została zarzucona. Rosyjscy urzędnicy zwiększali kontrolę nad ludnością azerską, nasilona została rusyfikacja w sferze językowej, co jednak w przypadku wsi nie przynosiło powodzenia. Nieznajomość rosyjskiego wśród chłopów sprawiała, że w administracji rosyjskiej nadal znajdowali zatrudnienie Azerowie. Wielu z nich, deklarujących lojalność wobec caratu, było już wychowankami rosyjskich szkół, należących do młodego pokolenia inteligencji. W latach 1860–1883 kilkakrotnie zmieniany był podział administracyjny ziem azerskich, zaś w 1868 powstała gubernia jelizawietpolska. Z kolei w 1888, w celu zwiększenia kontroli nad miejscową ludnością, w ramach reformy policji utworzono nowe posterunki praktycznie we wszystkich wsiach i osadach Azerbejdżanu.
Na terenie Azerbejdżanu do 1905 nie dochodziło do większych niepokojów społecznych. Agitacja turecka prowadzona na Kaukazie w czasie wojny rosyjsko-tureckiej w latach 1877–1878 nie przyniosła większych rezultatów z powodu różnicy wyznania między sunnickimi Turkami a miejscowymi szyitami. Lokalny ruch powstańczy pod dowództwem Kazi Ahmeda wykształcił się jedynie w rejonie Derbentu i Kuby, został jednak szybko stłumiony. Problemem pozostała plaga bandytyzmu.
Liczba mieszkańców Azerbejdżanu w II poł. XIX w. szybko wzrastała, znaczącym zjawiskiem był rozwój demograficzny miast, przede wszystkim Jelizawietpola (po utworzeniu guberni) oraz Baku. Od 1872 miasto to stało się jednym z najważniejszych na świecie centrów wydobycia ropy naftowej. W wymienionym roku władze carskie zaczęły podpisywać z zagranicznymi inwestorami wieloletnie umowy dzierżawy działek, na których znajdowały się złoża surowców. Umożliwiło to sprowadzenie zamożnych przemysłowców zagranicznych i rozpoczęcie eksploatacji ropy na wielką skalę. Boom naftowy trwał do ostatnich lat XIX w., gdy zakończył go światowy kryzys ekonomiczny. Jego skutki zwiększyło jeszcze marnotrawstwo surowca, brak kontroli nad wydobyciem oraz chaotyczne prowadzenie odwiertów. Rozwój przemysłu w rosyjskim Azerbejdżanie zachęcał do migracji na jego teren. Najliczniej przybywali Ormianie (z Armenii rosyjskiej oraz z Turcji) i Gruzini, widoczny był także wzrost liczby Rosjan, bardzo aktywna była społeczność polska. W Azerbejdżanie na stałe osiadali również przybysze z Wielkiej Brytanii, Niemiec, USA, Francji i krajów skandynawskich. Długo współżycie różnych narodowości w Azerbejdżanie układało się całkowicie pokojowo. Azerowie nadal nie mieli jeszcze przy tym wykształconej świadomości narodowej. Carska administracja posługiwała się w odniesieniu do nich pojęciami Tatarzy Zakaukascy lub Tatarzy Azerbejdżańscy, zamożni Azerowie woleli natomiast deklarować narodowość perską. Szybki rozwój narodowej tożsamości Azerów nastąpił dopiero w ostatniej dekadzie przed rewolucją 1905. Równocześnie na ziemiach azerskich rozwijał się ruch robotniczy. Równocześnie lepiej zorganizowany ruch ormiański zaczął traktować Azerbejdżan jako część przyszłej Wielkiej Armenii, terytorium historycznie należne Ormianom.
W 1904 powstała pierwsza azerska partia polityczna – Hümmət, o profilu narodowo-socjaldemokratycznym (podobnie jak Armeńska Federacja Rewolucyjna – dasznacy).

## Rewolucja 1905 r. w Azerbejdżanie

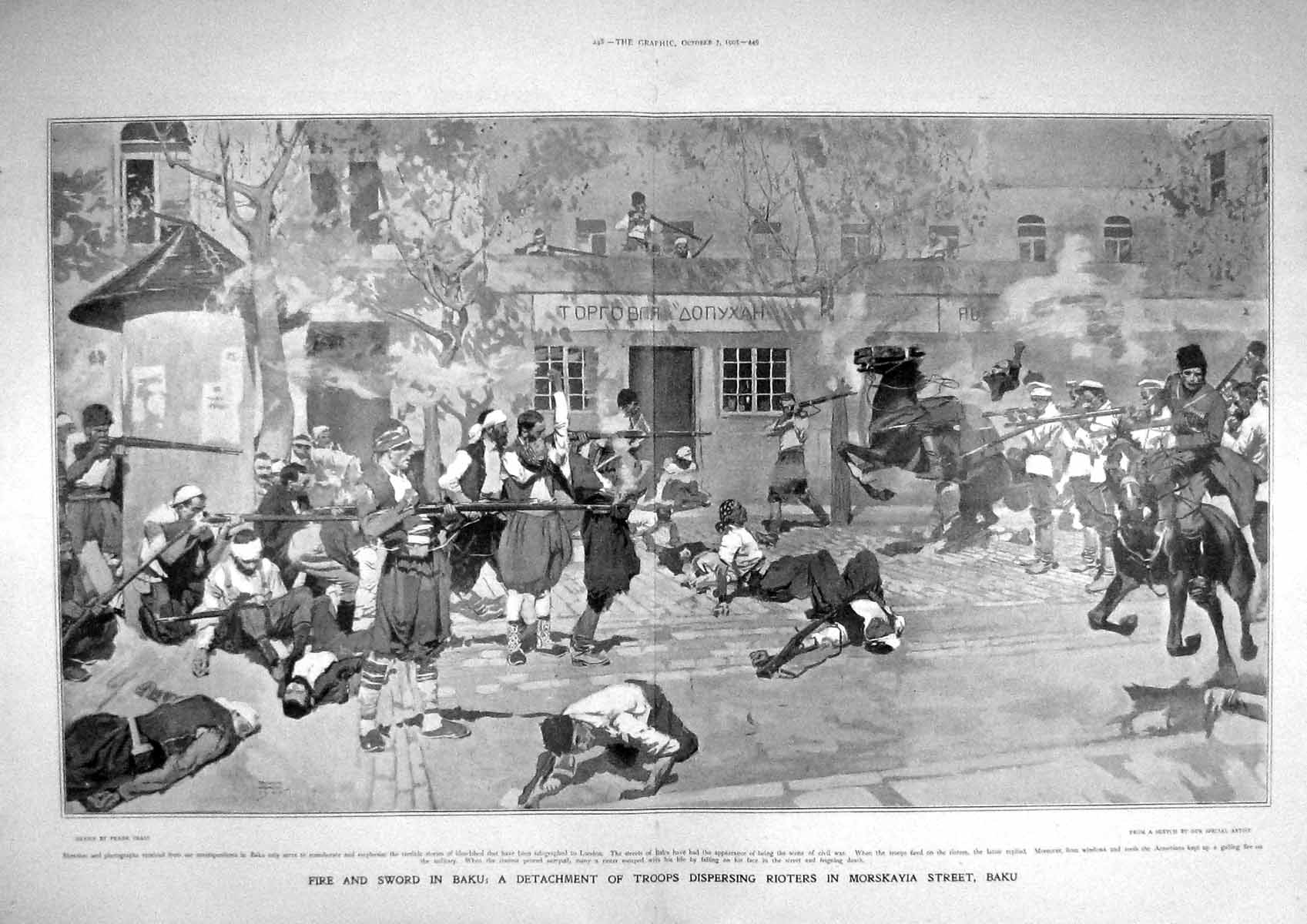
Walki uliczne w Baku w czasie rewolucji 1905

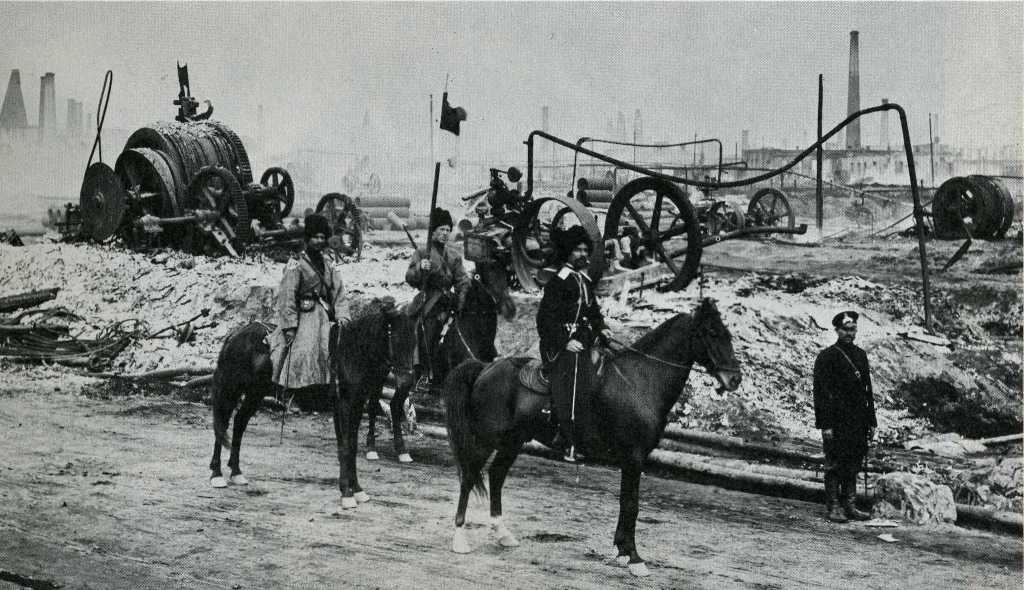
Patrol kozacki przy zniszczonym polu naftowym w Baku, 1905

Za sprawą rozwoju przemysłu naftowego Baku stało się skupiskiem robotników wielu różnych narodowości (narody kaukaskie, Polacy, Ukraińcy, Białorusini, Rosjanie). Od 1901 w mieście działał komitet Socjaldemokratycznej Partii Robotników Rosji, który rozdzielił się następnie na organizacje bolszewicką i mienszewicką. Niezależnie od nich funkcjonowała lokalna Organizacja Robotników oraz komórki Armeńskiej Federacji Rewolucyjnej. Rozwój radykalnych stowarzyszeń robotniczych nastąpił po załamaniu się boomu naftowego na przełomie XIX i XX w, przy czym aktywniejsi od etnicznych Azerów byli w nich początkowo robotnicy napływowi.
Fala strajków ogarnęła Baku w latach 1901–1902, a następnie w 1903 i 1904. Strajki w grudniu tego roku (13/26 grudnia 1904 wybuchł w Baku strajk generalny) wymusiły na pracodawcach poważne ustępstwa na rzecz robotników. Zaostrzenie sytuacji w Azerbejdżanie nastąpiło jeszcze pod wpływem rewolucji w Rosji. Wystąpieniom robotniczym w Azerbejdżanie towarzyszył etniczny konflikt ormiańsko-azerski, w którym zginęło do kilkunastu tysięcy osób. Liczba ofiar po gorzej zorganizowanej, nieposiadającej sił porównywalnych z uzbrojonymi grupami bojowców dasznaków stronie azerskiej była znacznie wyższa. Fakt ten przyczynił się do konsolidacji azerskich muzułmanów. Jesienią 1905 utworzyli oni organizację Obrona (Difai), która miała drogą terroru indywidualnego walczyć z Rosją i bronić ludności azerskiej w razie ataku ze strony Ormian, faworyzowanych przez rosyjską administrację, z nowym namiestnikiem gen. Iłłarionem Woroncowem-Daszkowem na czele.
Jesienią 1905 w Baku powstała rada robotnicza (na wzór petersburskiej). Do konfliktów dochodziło również na terenach wiejskich, gdzie doszło do masowych wystąpień chłopów przeciwko właścicielom ziemskim. Bunty wybuchły w garnizonach floty kaspijskiej oraz w oddziałach rosyjskich stacjonujących w Zakatałach, Jelizawietpolu i Baku.
W Azerbejdżanie działał także ruch liberalny. Jego członkowie utożsamiali się z ogólnorosyjskim ruchem na rzecz stopniowego reformowania kraju. Liberalizm polityczny był popierany przede wszystkim przez zamożnych azerskich przemysłowców i kupców, którzy utrzymywali kontakty z rosyjskim ugrupowaniem kadetów. Niemal wszyscy azerscy (muzułmańscy) deputowani do Dumy Państwowej Imperium Rosyjskiego wywodzili się właśnie z tego środowiska politycznego. Sprzyjała temu ordynacja wyborcza, korzystna dla zamożnych obywateli, jak również bojkot, który ogłosiła w wyborach na Zakaukaziu lewica. Azerski deputowany Əlimərdan bəy Topçubaşov został w I Dumie przywódcą tzw. Frakcji Muzułmańskiej. W Dumie I i II kadencji zasiadało po pięciu polityków narodowości azerskiej, w III i IV – tylko jeden.
Doświadczenie rewolucji 1905 roku miało decydujące znaczenie dla kształtowania się nowoczesnej tożsamości Azerów. Wspólnota narodowa Azerów opierała się na opozycji wobec Ormian oraz na własnym języku literackim, odmiennym zarówno na tle innych języków kaukaskich, jak i różnym od najbliższego mu języka tureckiego. Dyskusja o tym, jakiego języka powinni używać Azerowie (lokalnego czy języka tureckiego literackiego) trwała jeszcze po 1905.

## 1907-1918

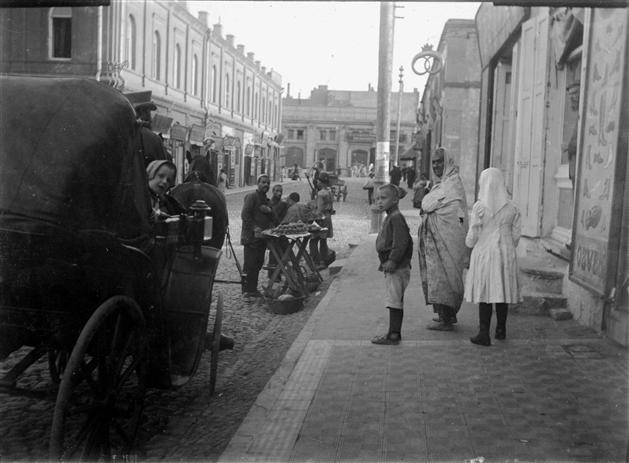
Ulica w starym Baku na przełomie XIX i XX w.

Po rewolucji 1905 r. na terenie Azerbejdżanu wzmógł się bandytyzm. Równocześnie po stłumieniu rewolucji 1905 roku azerscy działacze polityczni w znacznej liczbie emigrowali do Iranu, przede wszystkim do Tebrizu, gdzie brali udział w rewolucji konstytucyjnej. Inni działacze azerscy przenieśli się do Turcji i brali udział w rewolucji młodotureckiej. Mimo to w latach po stłumieniu rewolucji niepokoje społeczne w rosyjskim Azerbejdżanie nie ustały. Do wybuchu I wojny światowej w regionie regularnie wybuchały protesty robotnicze, wystąpienia chłopskie, dochodziło również do ataków na posterunki policyjne i na miejscowych właścicieli ziemskich. W latach 1910–1914 w Baku miała miejsce kolejna fala strajków, z których największy odbył się latem 1913. W tym samym roku, po amnestii carskiej dla części działaczy rewolucyjnych, do Azerbejdżanu rosyjskiego wrócili niektórzy aktywiści azerscy. Dwa lata wcześniej powstała partia Musawat, która z czasem stała się najważniejszą siłą azerskiego ruchu narodowego. Jej głównym ideologiem od 1913 był Məmmədəmin Rəsulzadə.
W czasie I wojny światowej w Azerbejdżanie rosyjskim ponownie działali tureccy dywersanci, zwłaszcza po 1915, gdy siły Turcji zdołały opanować część Azerbejdżanu irańskiego i zamierzały uderzyć na Baku. Azerowie sympatyzowali z Turkami, podczas gdy ludność ormiańska aktywnie popierała rosyjski wysiłek wojenny. W 1915 Iłłarion Woroncow-Daszkow odszedł z urzędu namiestnika Kaukazu. Nie oznaczało to całkowitej rewizji rosyjskiej polityki narodowościowej. Ormianie w dalszym ciągu byli grupą faworyzowaną, podczas gdy prawa muzułmanów były ograniczane (władze rosyjskie wykonały pod adresem Azerów tylko pojedyncze gesty). Sytuacja ta nie uległa zmianie także po rewolucji lutowej.
Po upadku caratu ostatni namiestnik Kaukazu, wielki książę Mikołaj Mikołajowicz przekazał władzę na Kaukazie Południowym Komitetowi Zakaukaskiemu, w którym swoich reprezentantów miały trzy największe narody zakaukaskie – Azerowie, Gruzini i Ormianie. Wśród Azerów największym poparciem cieszyła się partia Musawat, jednak znaczące grupy muzułmanów opowiadały się za panislamską partią Unia, bliskim programowo eserowcom Muzułmańskim Blokiem Socjalistycznym oraz za socjalistycznym Hümmətem, podzielonym dodatkowo na frakcje sympatyzujące z mienszewikami i bolszewikami. W wyborach do rosyjskiego Zgromadzenia Konstytucyjnego 615 tys. głosów zdobył Musawat, Muzułmański Blok Socjalistyczny – 159 tys., Hümmət – 84 tys., Unia – 66 tys.
Po rewolucji październikowej i rozpędzeniu Konstytuanty przez bolszewików polityczne organizacje narodów Kaukazu Południowego utworzyły Sejm Zakaukaski, co stanowiło pierwszy krok na drodze do oderwania się od Rosji. W marcu 1918 w Baku doszło do pogromu ludności azerskiej przeprowadzonego przez uzbrojone oddziały ormiańskie (dni marcowe). 22 kwietnia 1918 proklamowana została Zakaukaska Demokratyczna Republika Federacyjna. Kilka dni wcześniej, 13 kwietnia, w Baku bolszewicy proklamowali utworzenie Komuny Bakijskiej, której przywódcą był Ormianin Stepan Szaumian.